# Argeș (hạt)
Argeș (/'ar.ʤeʃ/) là một hạt của România, ở Wallachia, thủ phủ là Pitești.

## Nhân khẩu
Năm 2002, hạt này có dân số 652.625 người với mật độ dân số là 95 người/km².
- Người Romania - 96%[1]
- Romas, và khác.

| Năm  | Dân số của hạt |
| ---- | -------------- |
| 1948 | 448.964        |
| 1956 | 483.741        |
| 1966 | 529.833        |
| 1977 | 631.918        |
| 1992 | 681.206        |
| 2002 | 652.625        |

## Các đơn vị giáp ranh
- Dâmboviţa (hạt) về phía đông.
- Vâlcea (hạt) và Olt (hạt) về phía tây.
- Sibiu (hạt) và Braşov (hạt) về phía bắc.
- Teleorman (hạt) về phía nam.

## Kinh tế
Đây là một trong những hạt công nghiệp hóa nhất ở România. Có một nhà máy lọc dầu và hai nhà máy ô tô tại Mioveni.
Các ngành chính là:
- Ô tô
- Hóa chất
- Thiết bị điện
- Đồ gia dụng
- Thực phẩm
- Dệt
- Vật tư xây dựng

Dầu được khai thác ở trung tâm và về phía nam. Ở đây cũng có một số mỏ than đá, gần Mioveni có cơ sở nghiên cứ và sản xuất nhiên liệu hạt nhân cho nhà máy điện hạt nhân Cernavodă. Có một số nhà máy thủy điện trên sông Argeş, trong đó nổi bật nhất là đập thủy điện Vidraru.

## Phân chia đơn vị hành chính
Hạt này có 3 đô thị, 4 thị xã và 95 xã.

### Các đô thị
- Pitești
- Câmpulung
- Curtea de Argeș

### Thị xã
- Mioveni
- Costești
- Topoloveni
- Ștefănești

### Các xã
| - Albeștii de Argeș - Albeștii de Muscel - Albota - Aninoasa - Arefu - Băbana - Băiculești - Bălilești - Bârla - Bascov - Beleți-Negrești - Berevoești - Bogați - Boteni - Boțești - Bradu - Brăduleț - Budeasa - Bughea de Jos | - Bughea de Sus - Buzoești - Căldăraru - Călinești - Căteasca - Cepari - Cetățeni - Cicănești - Ciofrângeni - Ciomăgești - Cocu - Corbeni - Corbi - Coșești - Cotmeana - Cuca - Dâmbovicioara - Dârmanești - Davidești | - Dobrești - Domnești - Drăganu - Dragoslavele - Godeni - Hârsești - Hârtiești - Izvoru - Leordeni - Lerești - Lunca Corbului - Mălureni - Mărăcineni - Merișani - Micești - Mihăești - Mioarele - Miroși - Morărești | - Moșoaia - Mozăceni - Mușătești - Negrași - Nucșoara - Oarja - Pietroșani - Poiana Lacului - Poienarii de Argeș - Poienarii de Muscel - Popești - Priboieni - Râca - Rătești - Recea - Rociu - Rucăr - Sălătrucu - Săpata | - Schitu Golești - Slobozia - Stâlpeni - Ștefan cel Mare - Stoenești - Stolnici - Șuici - Suseni - Teiu - Tigveni - Țițești - Uda - Ungheni - Valea Danului - Valea Iașului - Valea Mare-Pravăț - Vedea - Vlădești - Vulturești |